# Station Le Plessis-Belleville
Station Le Plessis-Belleville is een spoorwegstation aan de spoorlijn spoorlijn La Plaine - Hirson en Anor. Het ligt in de Franse gemeente Le Plessis-Belleville in het departement Oise (Hauts-de-France).

## Ligging
Het station ligt op kilometerpunt 42,110 van de spoorlijn spoorlijn La Plaine - Hirson en Anor.

## Diensten
Het station wordt aangedaan door treinen van Transilien lijn K (Paris-Nord - Crépy-en-Valois).

## Vorig en volgend station
| Richting   | Vorig station               | Lijn    | Volgend station      | Richting        |
| ---------- | --------------------------- | ------- | -------------------- | --------------- |
| Paris-Nord | Dammartin-Juilly-Saint-Mard | Trans K | Nanteuil-le-Haudouin | Crépy-en-Valois |